# Krok, Marks kommun
Krok är en bebyggelse i Örby socken i Marks kommun. Norr om Krok ligger centrala Kinna. Området var före 2015 avgränsat till en småort för att därefter räknas som en del av tätorten Kinna.